# 清水千賀
清水 千賀（しみず ちか、1983年1月8日 - ）は、東京都出身の元女優、元タレントである。血液型B型。OFFICE AtoZ所属。
1998年 - 1999年に集中的に活躍。2000年にドラマDモードの作品に出演したあと引退。

## 出演

### テレビドラマ
- ドンウォリー!（1998年、関西テレビ）
- 美少女H（1998年 - 1999年、フジテレビ）
- 金曜ドラマ「あきまへんで!」（1998年、TBS）
- L×I×V×E（1999年、TBS）
- GTOドラマスペシャル（1999年6月29日、フジテレビ）
- 救急ハート治療室（1999年、関西テレビ）
- 金曜エンタテイメント「単独房の少女たち」（1999年、フジテレビ）
- はみだし刑事情熱系（1999年11月3日、テレビ朝日） - 加瀬遥 役
- ドラマDモード「FLY 航空学園グラフィティ」（2000年、NHK）

### 映画
- なで肩の狐（1999年、エクセレントフィルム）

### 広告
- 「ビクター・甲子園ポスター」キャンペーン